# Кандик
Кандик (Kandik) e аварски каган от 554 до 559 г. През 557 г. заедно с ханът на аварите в Северното причерноморие Sarosios се съюзява с Византия.